# Wiktor Golubski
Wiktor Golubski (ur. 5 kwietnia 1957 w Działdowie) – polski poeta.
Ukończył studia na Wydziale Zootechnicznym Akademii Rolniczo-Technicznej w Olsztynie (1993, późniejszy Wydział Bioinżynierii Zwierząt Uniwersytetu Warmińsko-Mazurskiego w Olsztynie). 

## Twórczość
Debiutował w 1981 r. Wydał dziewięć autorskich zbiorów wierszy: 
- Dotykanie świata (2003)
- Spacer z balladą (2005)
- Dama Pik (2007)
- Zatrzymane w kadrze (2009)
- Srebrne spinki (2010)
- Krzesiwo (2012)
- Widziadło (2014)
- Orzeł i Reszka (2016)
- Kram grzechotnika (2019)

Utwory Golubskiego publikowane były w "Ciechanowskich Zeszytach Literackich", kwartalnikach "Znaj" i "Znad Wilii", almanachach literackich Dom wierszem stawiany (1983), Kropla słońca (1994), Czas niesiony w teraźniejszość (1995), Dziewiąta struna (1996), Słowem ocalić słowo (1997), Rozmowa pokoleń (2007), W każdym momencie świat się staje … (2023), antologiach Opinogóra w wierszach (1986), Romantycznej ziemi czar (2003) i Ulotność chwili (2023), albumach poetycko-plastycznych Twórcy... drzewa ziemi naszej (1995), Cztery pory roku w Muzeum Romantyzmu w Opinogórze (2019), Spacer po Ciechanowie (2021), w książce pt. Ciechanów Ukrainie (2022), publikacji Poświętne z okazji obchodów 60-lecia działalności (1983), tomiku wierszy nagrodzonych w Ogólnopolskim Konkursie Poetyckim pt. O Laur Sarbiewskiego (2005-2014) i zbiorze wierszy pt. Płomyki Pamięci (2011). Muzykę do kilku jego utworów skomponował Wojciech Gęsicki (jeden z wierszy Golubskiego w wykonaniu kompozytora znalazł się w 2023 r. na płycie jubileuszowej ZLM Podróż do Erato). 
Należał do Korespondencyjnego Klubu Młodych Pisarzy, Klubu Pracy Twórczej,  Stowarzyszenia Pracy Twórczej i Stowarzyszenia Autorów Polskich. Jest członkiem-założycielem Związku Literatów na Mazowszu, obecnie pełni funkcję skarbnika ZLM.  
W 2020 r. otrzymał statuetkę Złote Pióro za najlepszą książkę roku ZLM. W 2023 r. uhonorowany został odznaką Zasłużony dla Kultury Polskiej. Mieszka w Ciechanowie.